# Hipostezka Brniště
Hipostezka Brniště byla zpřístupněna veřejnosti 15. května 2013. Byla postavena a vyznačena díky podpoře Podralského nadačního fondu po okolí obce Brniště na Českolipsku.

## Popis stezky
Projekt hipostezky zadal a vytvořil Podralský nadační fond při ZOD Brniště, spolufinancování bylo zajištěno Evropskou unií z Evropského zemědělského fondu pro rozvoj venkova.
Fyzicky trasu vytyčil v souladu s obvyklým značením hipostezek Klubu českých turistů Miroslav Těšina.
Stezka je vytvořena v několika navazujících okruzích vyznačených symbolem červené podkovy v okolí obcí Brniště, Velký Grunov, Kamenice a Velenice u Zákup. V první etapě zde byla čtyři úvaziště bez napajedel, délka vytyčených tras byla 30 km. Je uvažováno s prodloužením tras na i na sever k německým hranicím. S vytvořením jezdecké stanice je počítáno v Brništi úpravou staré stodoly u mlýna.
Trasy jsou vedeny po polních cestách, kříží však několikrát i silnice a turistické trasy pro pěší i cykloturisty.